# Zakościelne
Zakościelne – część miasta Urzędów, do 2015 wieś w Polsce, położona w województwie lubelskim, w powiecie kraśnickim, w gminie Urzędów.
1 stycznia 2016 roku, kiedy to Urzędów odzyskał status miasta; w jego granice włączono wieś Zakościelne.
W latach 1975–1998 miejscowość administracyjnie należała do ówczesnego województwa lubelskiego.
Wieś sąsiadowała od zachodu z wsią, siedzibą gminy – Urzędowem. Zaczynała się w kierunku wschodnim od skrzyżowania ulic Błażeja Dzikowskiego i Podwalnej obok kościoła w Urzędowie. Główna część miejscowości położona była wzdłuż rzeki Urzędówki oraz ulicy Błażeja Dzikowskiego, będącej przedłużeniem ulicy o tej samej nazwie w Urzędowie. Z tego względu często zachodni fragment Zakościelnego był niesłusznie uważany jako część Urzędowa. Sąsiadowała także od wschodu ze Skorczycami oraz od północy z Mikuszewskim, Rankowskim i Górami.
Wieś stanowiła sołectwo gminy Urzędów. W skład sołectwa i obrębu ewidencyjnego Zakościelne wchodziła również miejscowość Kajetanówka położona na południe od głównej części wsi oraz Urzędowa, przy drodze wojewódzkiej nr 833 oraz przy drodze wzdłuż lasu prowadzącej do części Popkowic – Czubówki. W tej miejscowości powstało nowe osiedle domków jednorodzinnych, a droga przy której powstało, ma nazwę ulicy Malinowej. Kajetanówka sąsiaduje od południa lasem w granicach miasta Kraśnik.